# Anglo-Schottische Kriege

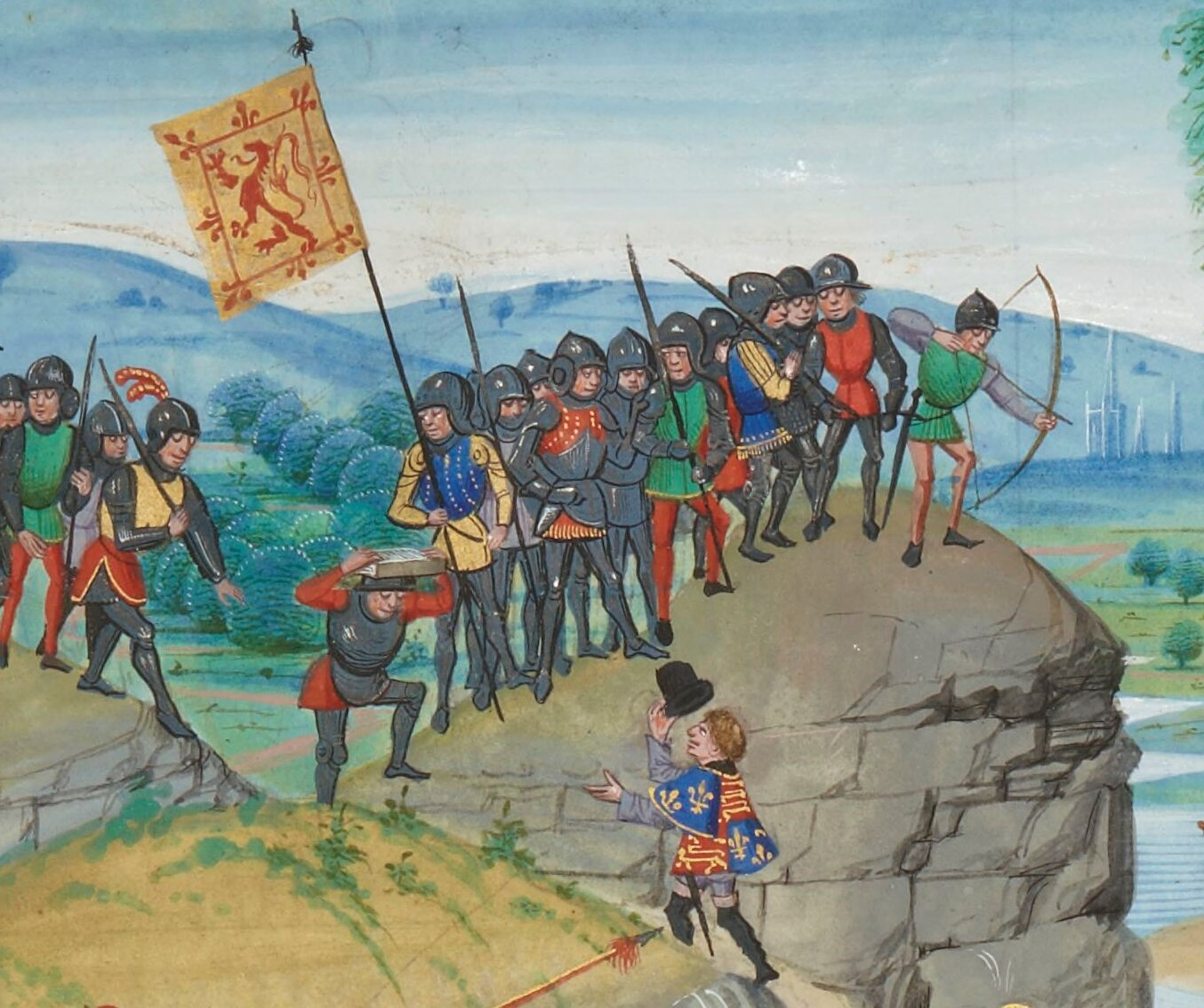
Eine Illustration aus dem 14. Jahrhundert zeigt einen englischen Herold auf dem Weg zu schottischen Soldaten

Die Anglo-Schottischen Kriege, auch Anglo-Schottische Grenzkriege genannt, waren eine Serie von Auseinandersetzungen zwischen den Königreichen England und Schottland. Unter diese Bezeichnung fallen alle bewaffneten Auseinandersetzungen, die vom Ende der Schottischen Unabhängigkeitskriege im Jahr 1357 bis zur Vereinigung der beiden Königreiche durch die Inthronisation des schottischen Königs Jakob VI. als Jakob I., König von England, Irland und Schottland im Jahr 1603 stattfanden.
In diesem Zeitraum wurde eine beträchtliche Anzahl von Konflikten ausgetragen. In den meisten Fällen versuchte eine der beiden Nationen, eine militärische Schwäche oder eine vorübergehende politische Instabilität der gegnerischen Seite zum eigenen Vorteil auszunutzen. Diese Periode darf jedoch nicht als dauerhafter Kriegszustand betrachtet werden. Oft wurden die kurzen, jeweils nur ein oder zwei Jahre andauernden Feldzüge ohne vorherige Kriegserklärung durchgeführt, nach der entscheidenden Schlacht konnten Jahre oder gar Jahrzehnte relativer Ruhe vergehen.

## Grenzkriege

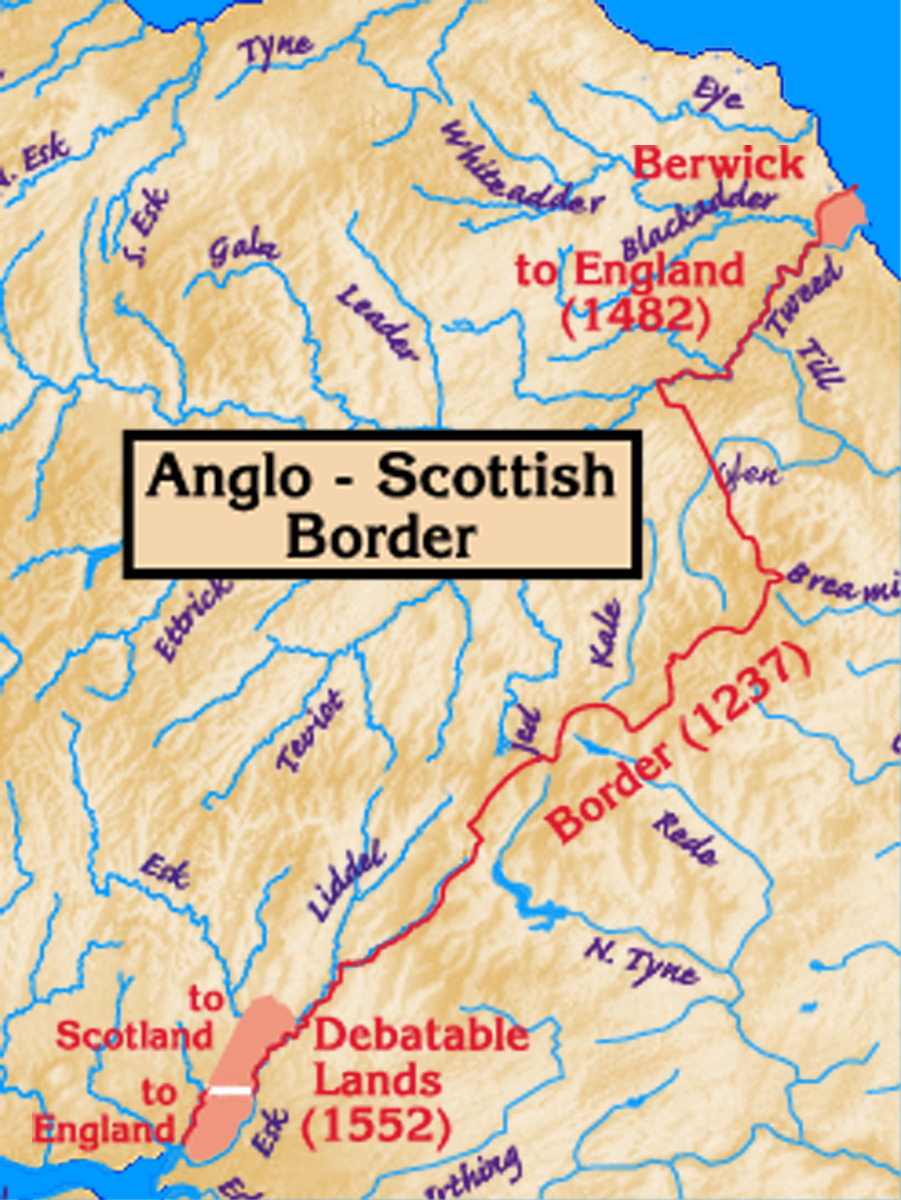
Grenzverlauf zwischen 1237 und 1552

Bereits mit dem Vertrag von York im Jahr 1237 wurde die Grenze zwischen Schottland und England festgelegt. Schottland verzichtete u. a. auf seine Gebietsansprüche an Northumberland südlich des Tweed. Ausgenommen von dieser vertraglichen Regelung war einzig ein kleines Gebiet rund um Berwick-upon-Tweed.
Dieser Vertrag wurde in der Folgezeit niemals gekündigt oder korrigiert, beide Nationen hielten sich auch dauerhaft an die Grenzfestlegung. Trotzdem waren die englischen Regionen Cumberland und Northumberland immer wieder umkämpft:
- 1372 – Bei einem nächtlichen Überfall, der „Schlacht von Duns“, schlagen schottische Bauern und Schafhirten eine englische Armee mit Lärm in die Flucht.[4]
- 1384 – Bei einem schottischen Überfall werden die Orte Wark on Tweed sowie Cornhill-on-Tweed mit ihren Burgen dem Erdboden gleichgemacht. Berwick-upon-Tweed wird erobert. Im folgenden Jahr wird Ford Castle von den Schotten zerstört.
- 1388 – Mit dem Sieg in der Schlacht von Otterburn am 5. August 1388 können die Schotten ihre De-facto-Ansprüche auf Northumberland festigen.[5]
- 1402 – Schottische Adelige starten eine koordinierte Invasion im Norden Englands. Dabei wird am 22. Juni eine kleine zurückkehrende Truppe von überlegenen englischen Verbänden in der Schlacht von Nesbit Moor aufgerieben. Später im Jahr greifen schottische Truppen unter dem Kommando von Archibald Douglas, 4. Earl of Douglas die Stadt Newcastle upon Tyne an. In der Nähe von Wooler werden sie von einer englischen Armee unter dem Kommando von Henry Percy, 1. Earl of Northumberland aufgehalten und am 14. September in der Schlacht von Humbleton Hill geschlagen.
- 1415 – Plündernde schottische Truppen werden in der Schlacht von Yeavering von englischen Truppen unter Robert de Umfraville besiegt.
- 1419 – Die Schotten erobern das wieder aufgebaute Wark on Tweed.
- 1436 – Am 10. September besiegt eine schottische Armee, geführt von William Douglas, 2. Earl of Angus, die englischen Truppen in der Schlacht von Piperdean.
- 1448 – Bei Überfällen englischer Truppen auf den Süden Schottlands werden die Städte Dunbar und Dumfries zerstört, Schottland revanchiert sich mit der Zerstörung von Warkworth Castle und Alnwick. Am 23. Oktober kommt es dann zur Schlacht bei Sark.

## Rosenkriege
Während der Rosenkriege, den Kämpfen der englischen Adelshäuser York und Lancaster zwischen 1455 und 1485 um die Thronfolge, wurde es relativ ruhig an der englisch-schottischen Grenze. Dies hatte vor allem zwei Gründe: Zum einen waren in dieser Zeit so viele englische Männer unter Waffen, dass man jedem schottischen Angriff in kürzester Zeit eine vielfach überlegene Armee hätte entgegen schicken können. Andererseits waren schottische Truppen, auf der einen oder anderen Seite, selbst als Unterstützer an den Kämpfen beteiligt:
Am 3. August 1460 starb der schottische König Jakob II. bei der Belagerung von Roxburgh Castle, der letzten von England gehaltenen Burg nach den Schottischen Unabhängigkeitskriegen. Eine Kanone explodierte in seiner Nähe.
1461 trat Heinrich VI. die Stadt Berwick-upon-Tweed offiziell an Schottland ab, um sich für die Unterstützung des Hauses Lancaster in den Rosenkriegen erkenntlich zu zeigen.
Im Oktober 1462 eroberte Margarete von Anjou, Frau und Königin des zu diesem Zeitpunkt entmachteten Königs Heinrich VI., die zum Haus York gehörenden Burgen Bamburgh und Alnwick Castle nach längerer Belagerung. Sie wurde dabei von größeren Kontingenten französischer und schottischer Truppen unterstützt. Im Januar des Folgejahres wurde sie dann selbst von Richard Neville in Alnwick Castle belagert. Ihre schottische Verstärkung hatte sich nach verschiedenen Beleidigungen (und laufenden Friedensverhandlungen mit dem Haus York) zurückgezogen. Im April flohen nach der Schlacht von Hexham geschlagene Truppen des Hauses Lancaster nach Schottland.
Eine schottische Invasionsarmee zog sich im Sommer 1464 kampflos aus der Region Norham-on-Tweed zurück, nachdem starke englische Verbände unter dem Kommando von John und Richard Neville in Gewaltmärschen nach Northumberland geeilt waren. Ziel der Invasion sollte eine Unterstützung des Hauses Lancaster im Süden Englands sein. Der schottische König Jakob III. war zu dieser Zeit dreizehn Jahre alt.
1482 eroberte Richard III. die Stadt Berwick-upon-Tweed endgültig für England.
Zu einer verspäteten Folge der Rosenkriege kam es 1496. Der Thronprätendent Perkin Warbeck gab sich als Richard of Shrewsbury, 1. Duke of York, jüngerer Sohn von Edward IV. aus und landete in Südengland. König Jakob III. entsandte Truppen zur Unterstützung. Seine Soldaten zerstörten Twizel Castle in Northumberland. Zu weiteren Aktionen kam es aber nicht, nachdem Warbecks Versuch einer Invasion missglückte.

## Floddenfeldzug
England unter Heinrich VIII. gehörte ab November 1511 der Heiligen Liga an. Dieses Bündnis war von Papst Julius II. initiiert worden und richtete sich gegen die Expansionspolitik Ludwigs XII. von Frankreich.
Schottland war an dieser Auseinandersetzung nicht direkt beteiligt, im Rahmen der Auld Alliance jedoch ein alter Verbündeter Frankreichs. Als die Heilige Liga im Jahr 1512 Frankreich den Krieg erklärte, kam Schottland seinen Verpflichtungen aus diesem Vertrag nach.
Obwohl er mit Margaret, der älteren Schwester Heinrich VIII. vermählt war, marschierte Jakob IV. von Schottland im Frühjahr 1513 an der Spitze seiner Truppen in England ein. Nach anfänglichen Erfolgen eilte ihm eine englische Armee unter Führung von Thomas Howard, 2. Duke of Norfolk entgegen. Am 9. September 1513 kam es dann zur Schlacht von Flodden Field, in der sich der Duke of Norfolk als der bessere Stratege erwies. Für Schottland wurde diese Schlacht zum Desaster, Jakob IV. starb mit 10.000 seiner Soldaten im Kampf.

## 1514–1541
Nach der Niederlage der Schotten bei Flodden trat ein vorläufige Ruhe an der Grenze zwischen den beiden Ländern ein. Lokal ansässige Gesetzlose, die Border Reivers, wurden für Übergriffe beiderseits der Grenze angeheuert. Die Unterstützung wurde jedoch immer dann eingestellt, wenn diese Aktionen auch auf den Initiator zurückfielen.
Erst nach 1533 verschlechterte sich das Klima zwischen beiden Nationen wieder, vorerst jedoch ohne militärische Eskalation.

## Solway-Moss-Feldzug
Um eine Scheidung von Katharina von Aragón zu ermöglichen, vollzog Heinrich VIII. einen völligen Bruch mit der Römisch-Katholischen Kirche. Am 3. November 1534 setzte er im Parlament den Act of Supremacy durch, wodurch der König als „höchstes Oberhaupt der Kirche von England auf Erden“  anerkannt wurde. Heinrich VIII. bat in der Folge seinen Neffen Jakob V., es ebenso zu halten.
Jakob ignorierte nicht nur die Bitte seines Onkels, er brüskierte ihn auch. So verweigerte er seine Teilnahme an einem anberaumten Treffen in York. Um die Auld Alliance mit Frankreich zu stärken, heiratete Jakob V. 1537 dann Madeleine von Frankreich, eine Tochter Franz I. von Frankreich; nach deren plötzlichen Tod im selben Jahr ehelichte er 1538 Maria von Guise.
Obwohl Margaret Tudor, die Mutter Jakobs V. und ältere Schwester von Heinrich VIII., immer wieder zu vermitteln versuchte, wuchs die Spannung zwischen den beiden Ländern weiter an, und gipfelte nach Margaretes Tod im Jahr 1541 in einer Kriegserklärung. Nach einigen Grenzscharmützeln kam es dann im Jahr 1542 zum Aufeinandertreffen der beiden Armeen in der Schlacht von Solway Moss, die auf Grund von Führungsproblemem katastrophal für die zahlenmäßig überlegenen schottischen Truppen endete.

## The Rough Wooing
Jakob V. starb kurz nach der Schlacht von Solway Moss und hinterließ die zu diesem Zeitpunkt sechs Tage alte Thronfolgerin Maria. Schottland stürzte als Folge des Tauziehens um die Macht daraufhin in einen bürgerkriegsähnlichen Zustand, der von englischen Truppen ausgenutzt wurde. Der später von Walter Scott Rough Wooing genannte Konflikt folgte der Kriegserklärung durch Heinrich VIII., der damit Schottland zwingen wollte, einer Heirat zwischen seinem Sohn Eduard und Maria zuzustimmen.
- Zwischen dem 3. und dem 7. Mai 1544 plünderte und brandschatzte eine von Schiffen unterstützte englische Truppe den Großraum Edinburgh. Erst die Artillerie von Edinburgh Castle vertrieb die Eindringlinge, die keine Anstalten zu einer Belagerung machten.
- Am 27. Februar 1545 kam es zur Schlacht von Ancrum Moor mit einem deutlichen schottischen Sieg über eine doppelt so starke englische Armee. Vorausgegangen waren mehrere Monate, in denen beide Parteien auf beiden Seiten der Grenze marodierten.
- Die Schlacht bei Pinkie Cleugh am 10. September 1547 war die letzte ausgetragene Schlacht zwischen England und Schottland. Sie verlief unter umgekehrten Vorzeichen: Die doppelt so starke schottische Armee wird von der englischen Artillerie vernichtend besiegt. Als Folge dieser Schlacht wurde Maria heimlich nach Frankreich gebracht.
- Als Folge der Schlacht bei Pinkie Cleugh hatten englische Truppen den Royal Burgh Haddington eingenommen. Dort wurden sie am 23. Februar 1548 von schottischen und französischen Truppen eingeschlossen. Die Belagerung endete am 19. September 1549 mit dem Abzug der Engländer.
- Ebenfalls als Folge der Schlacht bei Pinkie Cleugh befand sich Broughty Castle ebenfalls in englischer Hand. Die dort stationierten Truppen konnten der Rückeroberung durch Schottland bis zum 12. Februar 1550 widerstehen.

## Die Reformation in Schottland

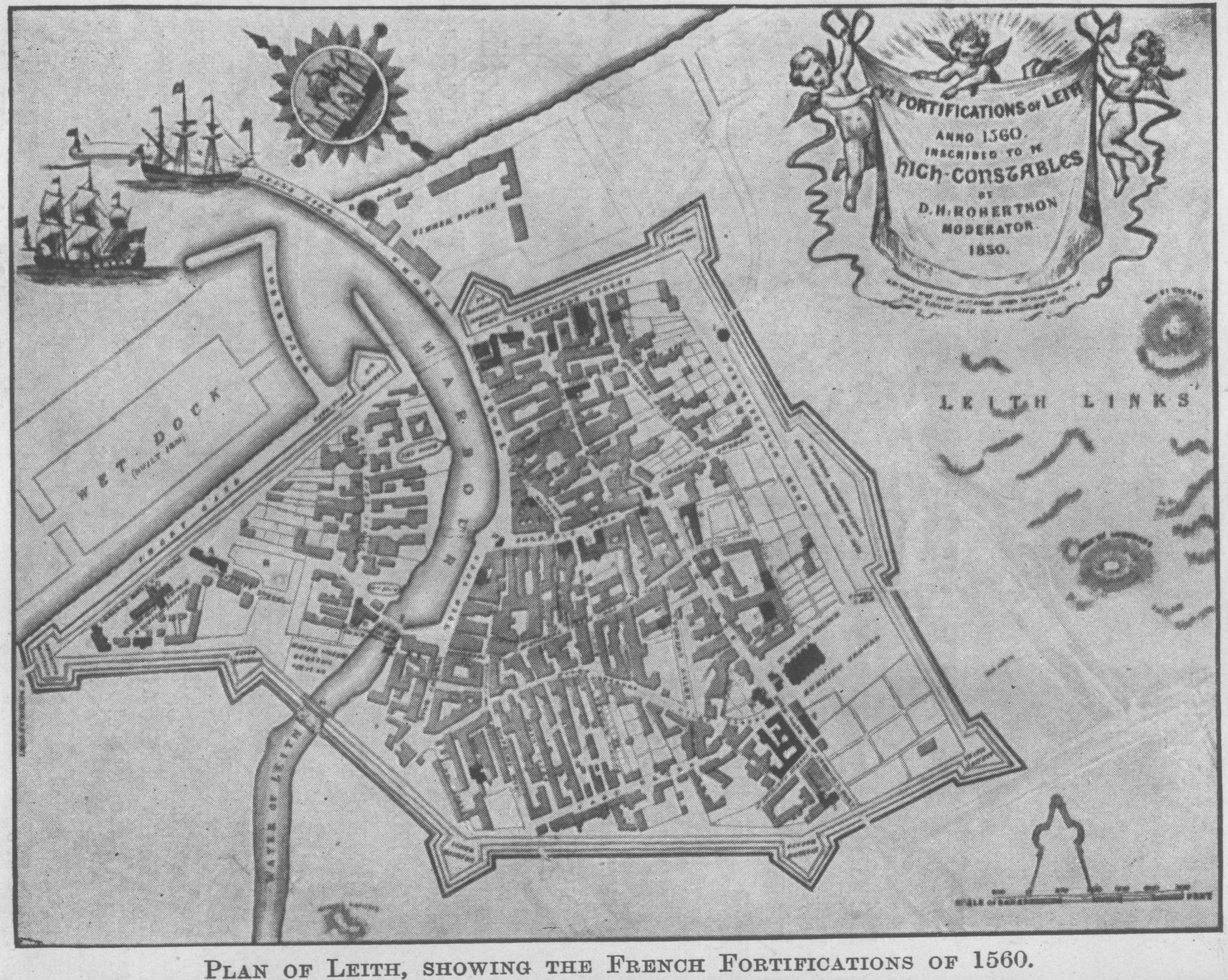
Karte von Leith mit den Befestigungen von 1560

Die Reformation verlief, anders als in anderen europäischen Ländern, bemerkenswert friedlich. Auch eine Gegenreformation, wie sie im benachbarten England durch Königin Maria I. versucht wurde, fand nicht statt.
Der einzige Konflikt dieser Zeit war die Belagerung von Leith im Jahr 1560. Maria von Guise, Königinmutter und Verfechterin der katholischen Fraktion, hatte aus Frankreich militärische Unterstützung erhalten. Die etwa 3000 französischen Soldaten waren in Leith stationiert und wurden nach Übernahme der Macht durch die protestantische Seite gewaltsam (und mit Unterstützung durch eine Flotte Königin Elisabeth I.) vertrieben.
Gegen Ende des 16. Jahrhunderts wurde absehbar, dass Elisabeth I. keine Thronfolger haben und somit Jakob VI. von Schottland der nächste König von England werden würde. Übergriffe durch die Border Reivers genannten Gesetzlosen an der Grenze wurden, um Streit zu vermeiden, militärisch von beiden Seiten ignoriert.